# Jayadevi
Jayadevi var regerande drottning i kungariket Chenla från cirka 681 till åtminstone 713. 
Jayadevi var dotter till kung Jayavarman I. Hennes far hade inga söner, men åtminstone två döttrar: Jayadevi och hennes syster Sobhajaya. När fadern avled utan manliga arvingar 681 efterträddes han av Jayadevi som regerande drottning.
Den traditionella tolkningen har varit att hennes trontillträde ledde till inbördeskrig och att Chenla hamnade i ett tillstånd av instabilitet och anarki, som resulterade i att Chenla år 706 föll samman i två stater, Land-Chenla och Vatten-Chenla. 
Drottning Jayadevi har efterlämnat en inskription i Angkor från år 713, där hon beklagade sig över kaoset i riket och gjorde en donation till det tempel helgat åt Siva Tripurankata som hade grundats av hennes syster. Det är inte känt hur länge efter detta hon regerade: år 716 finns en inskription från en kung Pushkara, som föreslås ha uppnått sin ställning genom giftermål, men den hypotesen är inte bekräftad. 
En alternativ tolkning är dock att kung Pushkara var hennes son och att landet inte alls föll samman, utan att detta är en kinesisk feltolkning och att Chenla redan tidigare bestod av flera mindre furstendömen.